# 고타 강령
고타 강령(고타 綱領, 독일어: Gothaer Programm)은 독일사회주의노동자당(Sozialistische Arbeiterpartei Deutschlands)의 강령이다. 아우구스트 페르디난트 베벨과 빌헬름 리브크네히트의 지도하에 있던 사회민주노동자당과 빌헬름 하젠클레버 하의 전독일노동자협회가 1875년 5월 22일부터 27일까지 고타에서 열린 당대회에서 통합을 선언하고 고타 강령을 당 강령으로 채택한다.
사회민주노동자당 강령의 핵심은 "자유로운 국가와 사회주의적 사회, 임노동제의 철폐를 통한 구시대적 임금법의 분쇄, 모든 사회에서의 착취의 지양, 모든 사회적 정치적 불평등의 제거"였다. 양당의 통합을 주도한 인물은 리브크네히트와 베벨와 함께 빌헬름 하젠클레버였다.
고타 강령은 당시 런던에서 망명하고 있던 사회주의 이론가 칼 마르크스가 많은 비판을 했다. 마르크스는 고타 강령이 개혁주의적인 전독일노동자협회의 입장에 기울어져 있다고 봤기 때문이다. 리브크네히트는 강령보다 독일에 단일한 노동자 정당을 건설하는 것이 중요하다고 생각했기 때문에 독일 사회주의노동자당에 참여한다. 그는 후에 1876년 창간된 당기관지 '전진'을 통해 마르크스주의의 재수용과 사회주의노동자당의 혁명적 내용을 지지한다.
고타 강령은 1890년 사회주의 탄압법이 철폐된 후 1891년 당대회에서 에르푸르트 강령으로 대체된다.

## 같이 보기
- 고타 강령 비판